# Alfred Kohn

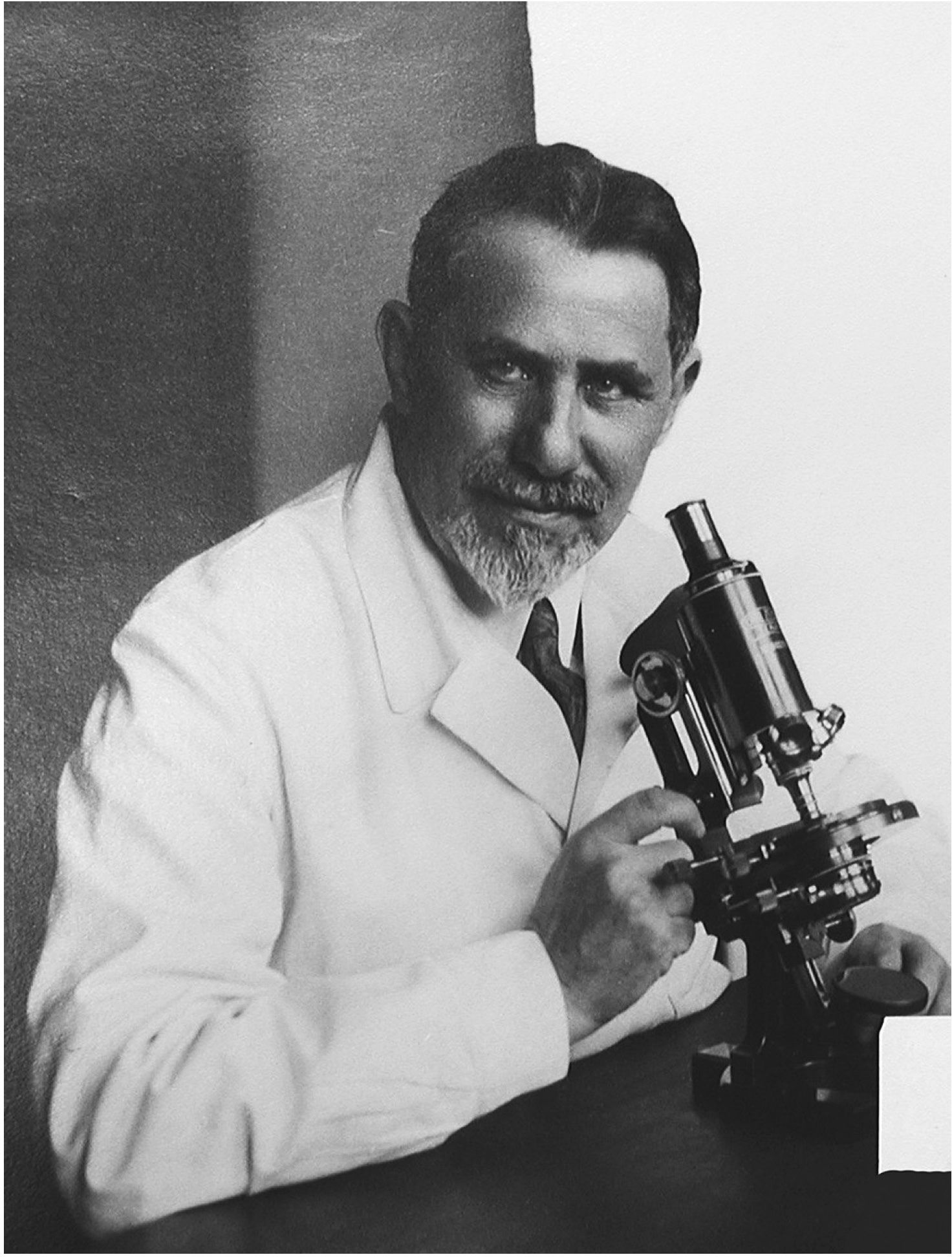
Alfred Kohn um 1900

Alfred Kohn (* 22. Februar 1867 in Libin, tschechisch Libyně, einem Ortsteil von Lubenec in der Region Karlsbad, damals Österreich-Ungarn, heute Tschechien; † 15. Januar 1959 in Prag) war ein österreichisch-tschechischer Histologe. Er hat, besonders mit Untersuchungen zur Ontogenese und vergleichenden Anatomie, die Nebenschilddrüsen von der Schilddrüse getrennt, das Nebennierenmark von der Nebennierenrinde getrennt und dem Sympathikus zugeordnet, sowie die Paraganglien von anderen Zellhaufen getrennt.
Eine ausführliche Biographie hat sein Schüler Maximilian Watzka (1905–1981), später Direktor des Anatomischen Instituts der Johannes Gutenberg-Universität Mainz veröffentlicht. Ein Schreibmaschinen-Manuskript mit Erinnerungen der Ärztin Rose Scheuer-Karpin (1912–2013) ist über das Leo Baeck Institut zugänglich. Eine tschechische Biographie stammt von den Prager Anatomen Miloš Grim (* 1941) und Ondřej Naňka (* 1972) (s. Literatur).

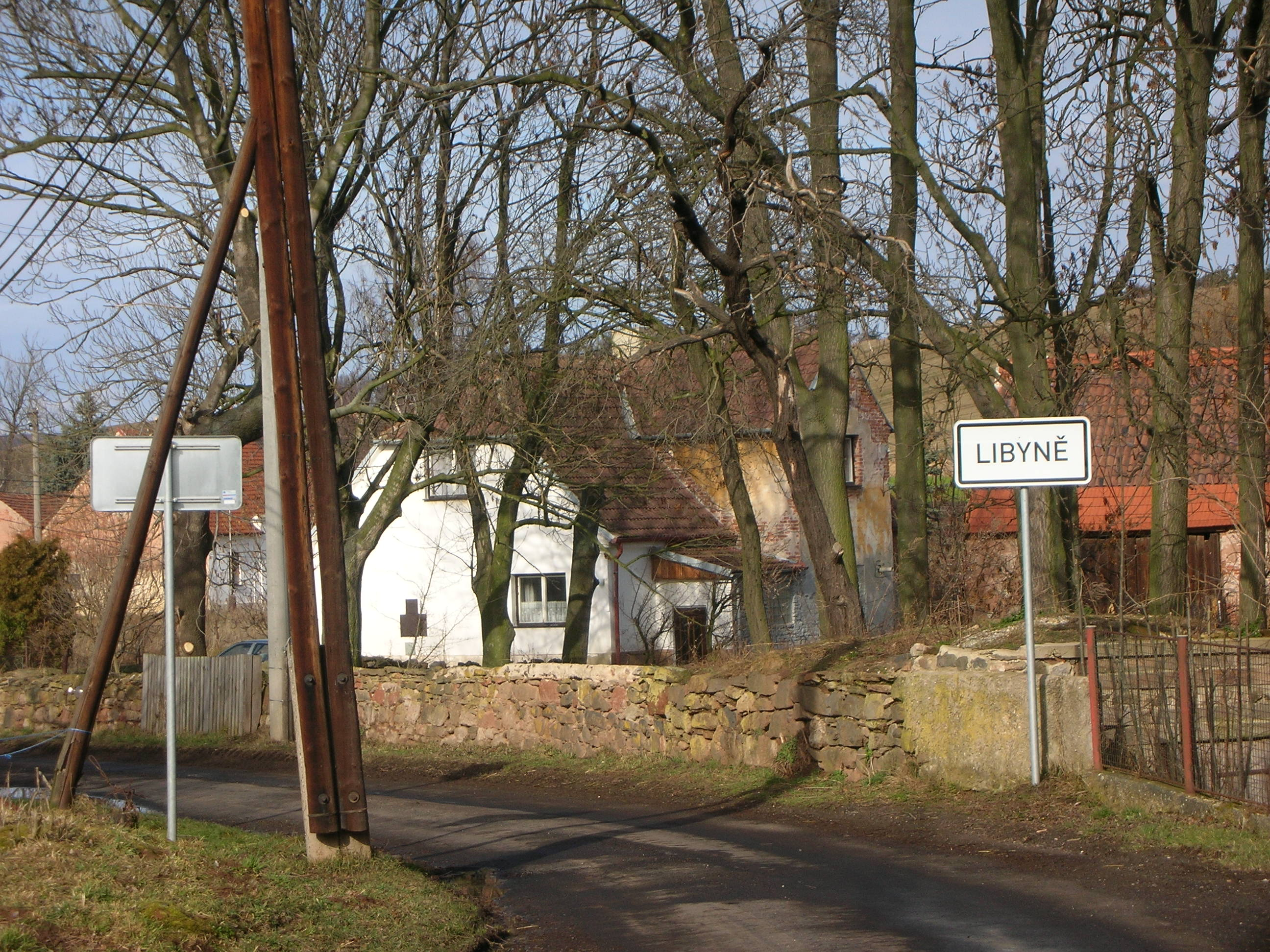
Libyně

## Leben
Kohn war eines von acht Kindern eines kleinen Händlers und Gastwirts. Der Platz des Geburtshauses, Nr. 51 des Dorfs Libyně, liegt heute brach. Nach Besuch des Altstädter Gymnasiums in Prag studierte Kohn an der deutschen Karl-Ferdinands-Universität in Prag Medizin. 1891 wurde er Assistent bei Siegmund Mayer am Histologischen Institut. 1895 bestand er das Staatsexamen und wurde zum Dr. med. promoviert. Vier Jahre später, nach ausgedehnten Reisen unter anderem zur Zoologischen Station Triest, habilitierte er sich für Histologie mit einer Arbeit über die Nebenniere der Haie. 1911 wurde er Mayers Nachfolger als ordentlicher Professor. Zu seinen Vorlesungen seien nicht nur die Mediziner gekommen, sondern auch Studenten der Naturwissenschaften und junge Künstler. Seine universale Bildung und die Kenntnis der klassischen Sprachen Griechisch, Latein und Hebräisch –  zu denen neben dem Deutschen Tschechisch und Französisch kamen – hätten ihn zu Exkursen in die Weltliteratur befähigt. „Die Vorlesungen waren mit Zitaten aus dem ‚Faust‘ gewürzt und halfen manchmal durch ihre assoziative Kraft das vermittelte Fachwissen zu festigen.“
1937 wurde Kohn emeritiert. Watzka, der sich 1934 habilitiert hatte, übernahm erst stellvertretend, dann hauptamtlich die Lehrkanzel. 1939 wurde die „Rest-Tschechei“ vom nationalsozialistischen Deutschen Reich besetzt und annektiert. Kohn „genoss ... noch ein wenig Schonzeit. ... Er musste den berüchtigten Gelben Stern zur Kenntlichmachung als Jude tragen, wohnte aber noch in seiner alten Wohnung in der Ječná 9, mit seiner Haushälterin, der treuen Anna.“ 1943 wurde er im KZ Theresienstadt interniert. Er überlebte dank ihn schätzender nationalsozialistischer Kollegen wie Watzka und des Gynäkologen Hermann Knaus. „Watzka hing an seinem alten Professor wie an einem Vater, aber er war auch ein frühes Mitglied des Sudetendeutschen Freikorps. So begleitete er Kohn nach Theresienstadt, wahrscheinlich in SS-Uniform, und sorgte für gute Unterkunft und anständige Behandlung.“ Mit der Ankunft der Roten Armee im Mai 1945 kam Kohn frei. Die ‚treue Anna‘, Anna Zítková, Arierin, hatte nach seiner Internierung die Wohnung auf sich umschreiben lassen und „wartete schon auf ihn“. Als die Wohnung des ehemaligen Professors der deutschen Universität konfisziert und ihm die Altersrente entzogen werden sollte, intervenierte der zum Minister aufgestiegene Gatte einer ehemaligen Studentin.
Kohn sorgte sich um das Ergehen Annas nach seinem Tod. Durch einen Freund, Ernst, „kam auch dieses Problem vor den Ministerrat. Dessen Vorschlag lautete: Eheschliessung. Ernst übernahm die heikle Aufgabe des Kuriers, der die Botschaft überbringen sollte. Er erzählte mir dann, wie der Professor ohne zu zögern, lächelnd, mit nur gespielter Resignation, dem Vorschlag zustimmte. Anna war im Jahre 1912, noch jung, zu Professor Kohn gekommen, um seinen Haushalt zu führen. Erfolgreich, charmant, unverheiratet, zog er die Bewunderung von Frauen auf sich. ... Anna lebte in ihrer kleineren Welt, kümmerte sich um die Wohnung, das Wohlergehen des Professors und nahm ihm alle praktischen Sorgen ab – Jahrzehnte lang. So hatte sie gelebt und den Professor wohl auch geliebt.“ Nach Kohns Tod fanden Freunde für Anna eine kleine und moderne Wohnung. Doch musste die Polizei die Wohnung in der Ječná 9 öffnen. „Anna lag tot am Boden. Das Leben hatte für sie seinen Sinn verloren. Nun ist sie neben ihrem Gatten auf dem jüdischen Friedhof in Prag-Strašnice begraben.“

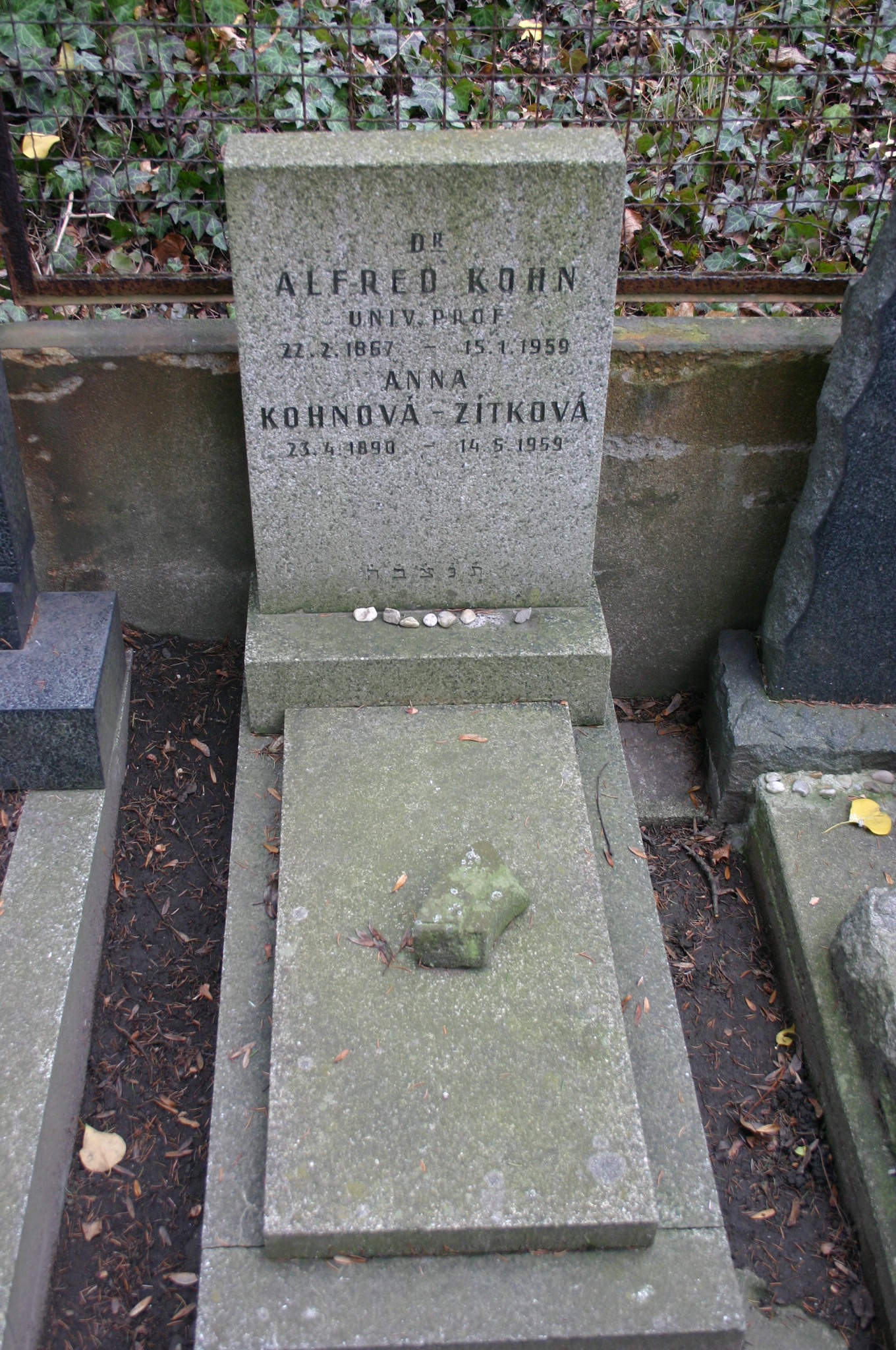
Grab der Eheleute in Prag

## Werk

### Epithelkörperchen
Schon vor seinem Staatsexamen und kurz danach veröffentlichte Kohn zwei grundlegende Arbeiten über die Nebenschilddrüsen. Sie waren 1880 von dem schwedischen Arzt Ivar Sandström (1852–1889) entdeckt und als glandulae parathyreoideae bezeichnet worden. Ihre Lebensnotwendigkeit hatte der französische Physiologe Marcel Eugène Émile Gley (1857–1930) erkannt. Man hielt sie für Organe mit ähnlicher Ontogenese und Funktion wie die Schilddrüse. Kohn widersprach und schlug deshalb eine Neubenennung vor: „Da sich im Verlaufe der Untersuchung immer mehr die Ansicht in mir befestigte, dass die so oft behauptete Identität zwischen ‚Parathyreoidea‘ und Thyreoidea noch sehr des Beweises bedürftig sei, zog ich es vor, statt der ... unter der Voraussetzung dieser Identität gewählten Bezeichnungen den nichts präjudicirenden Namen ‚Epithelkörperchen‘ in Anwendung zu bringen. ‚Aeusseres Epithelkörperchen‘ nenne ich das in Rede stehende Organ, um es von einem ähnlichen, im zweiten Theile dieser Arbeit beschriebenen, dem ‚inneren Epithelkörperchen‘ der Schilddrüse zu unterscheiden.“ Einen schlagenden Beweis für die Andersartigkeit fand Kohn 1898 gemeinsam mit dem Pathologen Rudolf Maresch (1868–1936): Bei einem Kind, dem die Schilddrüse vollständig fehlte, waren die Epithelkörperchen normal ausgebildet.

### Nebenniere
Eine ähnliche Frage wie für die Nebenschilddrüsen in ihrer Beziehung zur Schilddrüse stellte sich für die Nebennieren. Seit 1836 wusste man, dass sie aus zwei Anteilen bestanden, der Rinde und dem Mark. Kohn untersuchte sie durch die Reihe der Wirbeltiere von den Fischen bis zu den Säugern. Das den Nebennieren Eigene, schrieb er 1898 in der Prager Medicinischen Wochenschrift, sei die Rinde: „Die genauere Untersuchung der Säugernebenniere bestätigte direct die aus vergleichend-anatomischen Studien gewonnene Ansicht, dass die eigentliche Nebenniere ein epitheliales Organ sei, also bei den Säugethieren bloss durch die Rindensubstanz repräsentiert erscheint. ... Was man bisher „Markzellen“ nannte, ist nichts anderes, als eine, bei Säugern bisher unbekannte, dem sympathischen Nervensystem zugehörige besondere Art von Zellen. ... Chromaffine Sympathicuszellen will ich sie wegen einer ihrer auffallendsten Eigenschaften, der ... Affinität zu Chromsalzlösungen, kurz nennen.“ Die Nebennierenrinde sei als epitheliales Organ „ähnlich den Epithelkörperchen in der Nachbarschaft der Schilddrüse“, ähnlich der Adenohypophyse und der Schilddrüse. „Die Marksubstanz gehört nach ihrer Genese sowohl, als auch nach ihrem definitiven, geweblichen Charakter zum Sympathicus.“
Die „Affinität zu Chromsalzlösungen“ beruht auf dem Vorkommen hoher Konzentrationen der Catecholamine Noradrenalin und Adrenalin im Nebennierenmark. Sie reagieren mit Oxidationsmitteln wie Chromaten zu gelbbraunen Produkten. Die Wortprägung „chromaffin“ war einflussreich. 1902 wiederholte Kohn: „Im Wirbeltierorganismus ist eine neue, besondere Gewebsart zu unterscheiden, das chromaffine Gewebe. Sein spezifisches Bauelement ist die chromaffine Zelle. Chromaffine Zellen und sympathische Zellen entwickeln sich aus gemeinsamen Anlagen.“ Zur physiologischen Bedeutung wies er auf „die ersten Kenntnisse von einer höchst merkwürdigen Wirkung der chromaffinen Substanz“ hin, die von George Oliver und Edward Albert Sharpey-Schafer entdeckte, die Geschichte der Catecholaminforschung eröffnende Blutdrucksteigerung bei Injektion von Nebennierenmarks-Extrakten.

### Paraganglien
Die chromaffinen Zellen waren nicht auf das Nebennierenmark beschränkt. Kohn fand chromaffine Zellhaufen im Körper weit verbreitet. Er nannte sie Paraganglien:

„Auf diesem Wege war ich dahin gelangt, eine neue Zellart – die chromaffine Zelle, eine neue Gewebsform – das chromaffine Gewebe, einen neuen Organtypus – die chromaffinen Organe oder Paraganglien – aufzustellen.“

„Im Wirbeltierorganismus ist ein neues, besonderes Gewebssystem zu unterscheiden, welches bisher unerkannt oder verkannt blieb. Es sind dies die Paraganglien oder chromaffinen Körper, die genetisch und anatomisch an das sympathische Nervensystem geknüpft sind. ... Ueber die physiologische Bedeutung der chromaffinen Organe weiss man nichts Zuverlässiges. Intravenöse Injektionen ihrer Extrakte erhöhen den arteriellen Blutdruck. ... Aus chromaffinem Gewebe können Geschwülste hervorgehen, deren Zellen wieder chromaffin sind. Chromaffinität und blutdrucksteigernde Potenz sollten öfters als diagnostische Kriterien retroperitonealer Tumoren herangezogen werden.“

Zu den Paraganglien gehört – neben zum Beispiel dem Glomus caroticum und den Glomera aortica – das Paraganglion aorticum abdominale. Es wird nach Emil Zuckerkandl, damals Direktor des Anatomischen Instituts der Universität Wien, auch Zuckerkandl-Organ genannt. Zuckerkandl hielt den Zellhaufen aber für einen Lymphknoten. Erst Kohn brachte ihn auf die richtige Diagnose. Zuckerkandl verschwieg das. „Dieses Benehmen eines saturierten Hofrates einem jungen Dozenten gegenüber hat Kohn schwer gekränkt und er hat später oft bedauert, daß er Zuckerkandl davor bewahrt habe, diese Organe als besondere Lymphknoten zu publizieren, wie er es eigentlich tun wollte.“

### Weiteres
Kohns Interessenzentrum blieben die endokrinen Drüsen. Hatte er im Fall Zuckenkandls einen banalen Lymphknoten als Paraganglion erkannt, so entlarvte er umgekehrt eine angeblich endokrine Glandula insularis cervicalis als banales Fettgewebe. Er forschte über die Hypophyse und die Keimdrüsen. Er wies nach, dass „Zwischenzellen“ im Aufhängeapparat der Eierstöcke den Leydig-Zwischenzellen des Hodens entsprachen und nicht Paraganglien waren.
Er hat zu der Erkenntnis beigetragen, dass die Schwann-Zellen aus dem Neuroektoderm stammen.
Um 1910 wurde am Prager Institut ein Axolotl versehentlich mit einem Stückchen Schilddrüse gefüttert. Kohn beobachtete, dass das Tier sich grau verfärbte und aus dem Wasser zu kriechen begann, während die Kiemen verkümmerten. Er vermutete einen Zusammenhang und trug dem Studenten J. Frederick Gudernatsch (1881–1962), späterem Professor für Anatomie an der Cornell University, Versuche mit Kaulquappen auf. So wurde die Rolle der Schilddrüse bei der Metamorphose entdeckt. „Es soll hier nur hervorgehoben werden, daß diese fundamentale Entdeckung ein ureigenes Produkt Kohnschen Geistes war, wenn auch der äußere Erfolg einem andern zufiel. Kohn, dem sonst Ehrgeiz völlig fremd war, schmerzte es später doch sehr und er sprach öfter darüber, wie großzügig er damals seine Perlen verschenkte.“

## Anerkennung
1901 erhielt Kohn für die beste theoretisch-medizinische Arbeit der letzten drei Jahre den Goldberger-Preis der Gesellschaft der Ärzte in Wien, deren Ehrenmitglied er später wurde.  Er war Ehrenmitglied der Deutschen Gesellschaft für Endokrinologie. 1932 wurde er Mitglied der Deutschen Akademie der Naturforscher Leopoldina. Am 30. November 1938 wurde er mit dem Vermerk „Mitgliedschaft gelöscht (Nichtarier)“ gestrichen. Zur 400-Jahr-Feier der Friedrich-Schiller-Universität Jena 1958 wurde er deren Ehrendoktor. Die Tschechoslowakei verlieh ihm den Orden der Arbeit. Der österreichische Anatom Peter Böck widmete sein Buch über die Paraganglien (aus dem Englischen) „dem Andenken von Alfred Kohn (1867–1959), österreichischem Histologen von der Karls-Universität Prag, der den Begriff ‚chromaffin‘ einführte und das System der (chromaffinen) ‚paraganglionären Zellen‘ definierte.“